# Mesen
Mesen (fr. Messines, pcd. Messène, vls. Mêesn) – miasto w północno-zachodniej Belgii, w Regionie Flamandzkim, w prowincji Flandria Zachodnia, w okręgu Ieper. Jest zamieszkiwane przez 1075 mieszkańców (1 stycznia 2024) na powierzchni 3,60 km². Pod względem liczby mieszkańców jest najmniejszym miastem w kraju, a pod względem powierzchni najmniejszym w Walonii.

## Podział administracyjny
W skład miasta nie wchodzi żadna dzielnica (deelgemeente).

## Współpraca
Miejscowości partnerskie:
- Featherston, Nowa Zelandia
- Lede, Flandria Wschodnia